# Orleanese
L'Orleanese (in francese Orléanais) era una delle antiche province francesi. Le città principali erano Orléans (capoluogo), Chartres e Blois.
Si estende su entrambe le sponde della Loira e per l'amministrazione ecclesiastica diede forma alla diocesi di Orléans. Era possedimento dei Capetingi prima dell'ascesa di Ugo Capeto al trono di Francia nel 987, e nel 1344 Filippo VI lo diede a suo figlio Filippo insieme al titolo di duca.
Alle volte ci si riferisce tuttora alla regione attorno ad Orléans come "Orleanese", ma nel significato attuale la regione corrisponde solo in parte all'estensione della provincia storica, che comprendeva il dipartimento del Loiret, del Loir-et-Cher, gran parte dell'Eure-et-Loir e una parte del Yonne. Assieme al Berry e alla Turenna, l'Orleanese è una delle tre province storiche della Francia oggi parte dell'attuale regione amministrativa Centro-Valle della Loira.
Il dialetto della regione, tuttora parlato, è anch'esso chiamato orléanais.